# Oskar Erikson
Oskar Erikson (Tartu, 19 febbraio 1910 – Tallinn, 4 marzo 1993) è stato un cestista, pallavolista e discobolo estone.

## Carriera
Con l'Estonia ha disputato due edizioni dei Campionati europei (1937, 1939).